# Rotino
Rotino (makedonska: Ротино) är en ort i Nordmakedonien. Den ligger i kommunen Bitola, i den sydvästra delen av landet, 110 kilometer söder om huvudstaden Skopje. Rotino ligger 1 020 meter över havet och antalet invånare är 513.